# 달리는 라디오 (제주)
김광빈, 장혜진의 달리는 라디오는 TBN 제주교통방송(제주시, 광해악 FM 105.5㎒, 서귀포 FM 105.9㎒)에서 평일 저녁 6시부터 7시 55분까지 방송되는 제주 지역의 퇴근길 라디오 프로그램이다.

## 코너소개

### 일일 코너
- 달라 콜센타 : 여러분의 궁금증을 해소드리는 친절한 콜센타입니다.
- 마퉁이 하르방의 탐라 유랑기 : 제주 전설 속 마퉁이 도사와 가문장 선녀가 제주 세상사를 돌아보는 꽁트

## 요일별 코너

### 월요일
- 미리보는 제주의 한 주
이번 주 주목 받을 제주의 정치, 경제, 사회 등 다양한 분야 이슈 이모저모를 먼저 살펴봅니다(한라일보 강다혜 기자)
별헤는 밤
달라 별 볼 일 있는 프로젝트! 천문학 이모저모를 알아보며 지친 일상에 별 하나를 선물해드립니다(이주원 우주 커뮤니케이터)

### 화요일
- 박기자의 Car It 수다
자동차와 교통에 대한 최신 뉴스를 전해드립니다(오토타임즈 박홍준 기자)
안전한 제주
제주의 주요 사건사고, 해양 안전사고 예방 및 안전수칙을 배우는 시간!(한국해양교통안전공단 제주지사/제주경찰청 교통계)
삼춘들, 운전 멩심합써~!
고령운전자 교통사고 줄이기 특별 프로젝트! 고령운전자 안전운전을 위한 정보를 전해드립니다.

### 수요일
- 두렁청 퀴즈: 장르불문 다양하고 재미있는 퀴즈로 퇴근길 함께한다.

### 목요일
- 달리는 블랙박스
제주를 비롯한 전국의 주요 교통사고의 원인과 대책을 분석하는 시간(경찰청 이장선 교수)
신청곡 퍼레이드
청취자의 신청곡을 모아 모아 틀어드리는 청취자 참여 코너

### 금요일
- 달라 백세보감 시즌2 무엇이든 물어보는 한방
교통가족의 건강을 한방으로 풀어드립니다(서울한의원 김현호 원장)
달라 음악다방
음악다방을 배경으로 DJ 빈과 DJ 진이 지친 한주의 퇴근길을 추억과 감성이 담긴 음악으로 채워드립니다.

## 외부터)링크
- 김광빈, 장혜진의 달리는 라디오 공식 홈페이지